# Bruce Pavitt
Bruce Pavitt, nascido em Chicago, é o fundador da gravadora independente Sub Pop. Ele estudou na Evergreen State College, onde organizou um programa na estação de rádio KAOS da Evergreen antes de fundar a Sub Pop.

## Biografia
Depois de frequentar brevemente o Blackburn College em Carlinville, Illinois e posteriormente se transferir para o Evergreen State College no estado de Washington, Pavitt iniciou um fanzine intitulado Subterranean Pop em Olympia, Washington em 1980, sobre bandas de rock independentes americanas. Pavitt escreveu:
"Quando as pessoas compram um disco, elas não estão apenas se conectando à música, mas também aos valores e estilo de vida implicados pelo artista. Ao apoiar grandes empresas de música de Hollywood, você (sim você) é barulhento, permitindo apenas que os capitalistas de meia idade ditam o que acontece nas ondas de rádio, mas promovem bandas machistas, cujo estilo de vida gira em torno de cocaína, sexismo, dinheiro e mais dinheiro. Os anos 80 precisam de novos sons e da mesma forma que precisam de novos heróis".
Três compilações de cassetes foram lançadas através do fanzine. Em 1983, Pavitt se mudou para Seattle e abriu uma loja de discos, Fallout, além de escrever uma coluna Sub Pop para o The Rocket e sediar um programa especializado de gravadora independente na KCMU. Em 1986, foi lançado o primeiro LP do Sub Pop (o "-terranean" foi descartado do nome): primeiro LP: o Sub Pop 100. O EP de Green River's Dry As a Bone foi seguido em 1987.